# Pinturas mais caras da história
Esta é uma lista dos mais altos preços já pagos por pinturas. As pinturas mais famosas do mundo, especialmente os antigos trabalhos mestres realizados de antes de 1803, geralmente são detidas ou mantidas em museus, para serem vistas pelos visitantes. Os museus raramente as vendem e, como tal, elas são literalmente inestimáveis. O Guinness World Records lista a Mona Lisa como tendo o maior valor de seguro para uma pintura na história. Em exibição permanente no Museu do Louvre em Paris, a Mona Lisa foi avaliada em 100 milhões de dólares em 14 de dezembro de 1962. Considerando a inflação, o valor de 1962 seria de 790 milhões de dólares em 2016.

## 20 pinturas mais caras
| Preço original (em milhões de US$) | Pintura                                                | Imagem | Artista               | Ano       | Data da venda          | Posição na venda | Vendedor                              | Comprador                           | Casa de leilões                   |
| ---------------------------------- | ------------------------------------------------------ | ------ | --------------------- | --------- | ---------------------- | ---------------- | ------------------------------------- | ----------------------------------- | --------------------------------- |
| $450,3                             | Salvator Mundi                                         |        | Leonardo da Vinci     | 1490-1519 | 15 de novembro de 2017 | 1                | Dmitry Rybolovlev                     |                                     | Christie's, Nova York             |
| ~$300                              | Interchange                                            |        | Willem de Kooning     | 1955      | Setembro de 2015       | 1                | David Geffen Foundation               | Kenneth C. Griffin                  | Venda privada                     |
| $250 +                             | Os Jogadores de Cartas                                 |        | Paul Cézanne          | 1892/93   | Abril de 2011          | 1                | George Embiricos                      | Estado do Catar                     | Venda privada                     |
| $210                               | Quando Você Casa?                                      |        | Paul Gauguin          | 1892      | Setembro de 2014       | 2                | Família Rudolf Staechelin             | Estado do Catar                     | Venda privada                     |
| ~$200                              | Number 17A                                             |        | Jackson Pollock       | 1948      | Setembro de 2015       | 4                | David Geffen Foundation               | Kenneth C. Griffin                  | Venda privada                     |
| $186 (€140)                        | No. 6 (Violeta, Verde e Vermelho)                      |        | Mark Rothko           | 1951      | Agosto de 2014         | 2                | Cherise Moueix                        | Dmitry Rybolovlev                   | Venda privada Yves Bouvier        |
| $180                               | Retrato de Maerten Soolmans e Retrato de Oopjen Coppit |        | Rembrandt             | 1634      | Setembro de 2015       | 4                | Éric de Rothschild                    | Rijksmuseum Louvre                  | Venda privada                     |
| $179,4                             | Les Femmes d'Alger (versão O)                          |        | Pablo Picasso         | 1955      | 11 de maio de 2015     | 4                | Coleção privada                       | Hamad bin Jassim bin Jaber Al Thani | Christie's, Nova York             |
| $170,4                             | Nu Couché                                              |        | Amedeo Modigliani     | 1917/18   | 9 de novembro de 2015  | 6                | Laura Mattioli Rossi                  | Liu Yiqian                          | Christie's, Nova York             |
| $140                               | No. 5, 1948                                            |        | Jackson Pollock       | 1948      | 2 de novembro de 2006  | 1                | David Geffen                          | David Martinez                      | Vida venda privada pela Sotheby's |
| $165,0                             | Masterpiece                                            |        | Roy Lichtenstein      | 1962      | Janeiro de 2017        | 10               | Agnes Gund                            | Steven A. Cohen                     | Venda privada                     |
| $137,5                             | Woman III                                              |        | Willem de Kooning     | 1953      | 18 de novembro de 2006 | 2                | David Geffen                          | Steven A. Cohen                     | Venda privada via Larry Gagosian  |
| $135                               | Retrato de Adele Bloch-Bauer I                         |        | Gustav Klimt          | 1907      | 18 de junho de 2006    | 1                | Maria Altmann                         | Ronald Lauder, Neue Galerie         | Venda privada via Christie's      |
| $155                               | Le Rêve                                                |        | Pablo Picasso         | 1932      | 26 de março de 2013    | 5                | Steve Wynn                            | Steven A. Cohen                     | Venda privada                     |
| $82,5                              | Retrato de Dr. Gachet                                  |        | Vincent van Gogh      | 1890      | 15 de maio de 1990     | 1                | Siegfried Kramarsky family            | Ryoei Saito                         | Christie's, Nova York             |
| $150                               | Retrato de Adele Bloch-Bauer II                        |        | Gustav Klimt          | 1912      | 2016                   | 14               | Oprah Winfrey                         | Comprador chinês não identificado   | Venda privada via Larry Gagosian  |
| $142,4                             | Três estudos de Lucian Freud                           |        | Francis Bacon         | 1969      | 12 de novembro de 2013 | 7                | [ note 2 ]                            | Elaine Wynn, ex-wife of Steve Wynn  | Christie's, Nova York             |
| $78,1                              | Bal du moulin de la Galette                            |        | Pierre-Auguste Renoir | 1876      | 17 de maio de 1990     | 2                | Betsey Whitney                        | Ryoei Saito                         | Sotheby's, Nova York              |
| $104,2                             | Garçon à la Pipe                                       |        | Pablo Picasso         | 1905      | 5 de maio de 2004      | 3                | Greentree Foundation (Whitney family) | Barilla Group?                      | Sotheby's, Nova York              |
| $119,9                             | O Grito                                                |        | Edvard Munch          | 1895      | 2 de maio de 2012      | 8                | Petter Olsen                          | Leon Black                          | Sotheby's, Nova York              |